# Fernando García de Cortázar
Fernando García de Cortázar y Ruiz de Aguirre (Bilbao, 4 de septiembre de 1942-Madrid, 3 de julio de 2022) fue un sacerdote jesuita e historiador español, discípulo del historiador Miguel Artola. Galardonado con el Premio Nacional de Historia 2008,  catedrático de Historia Contemporánea de la Universidad de Deusto y director de la Fundación Vocento. Hermano del también historiador José Ángel García de Cortázar.

## Trayectoria académica
Tras realizar el noviciado jesuítico en Orduña, fue junior de los jesuitas en Villagarcia de Campos, y estudiante de Filosofía y Letras en la Universidad Pontificia de Salamanca; y de Teología en Madrid.
Dirigió más de sesenta tesis doctorales, defendidas en distintas universidades españolas y extranjeras y fue condecorado con la Orden del Mérito Constitucional de España y la Orden de las Palmas Académicas de Francia.
Autor de más de setenta libros (con traducciones a doce lenguas) muchos de ellos repetidamente editados, logró popularizar la Historia de España mediante la prensa y las series de televisión como la exitosa «Memoria de España». Coautor de la serie televisiva «España en Guerra» y autor de la serie «La Guerra Civil en el País Vasco». Tanto la Historia del País Vasco, como la Historia de España y del mundo o la metodología y la Historia de la Iglesia han sido objeto de la atención a lo largo de su obra y de su tarea investigadora.
Dirigió la monumental obra La Historia en su Lugar de diez volúmenes, en la que colaboraron doscientos historiadores españoles y extranjeros y en la que se enlaza la historia local con la historia nacional. Tiene también una historia de España para el 2º de Bachillerato y un Atlas de Historia de España —un género poco desarrollado en España— en el que repasa, a través de 520 mapas, la historia social, económica, religiosa y cultural de España. Su obra Historia de España desde el arte (2007) permite asomarse al pasado a través de las preguntas y respuestas que sugiere el patrimonio artístico español. Gracias a ella obtuvo en 2008 el Premio Nacional de Historia de España, que concede por el Ministerio de Cultura.
De su Breve Historia de España se ha dicho que es el éxito editorial más importante de la historiografía española de los últimos años. También los superventas infantiles Pequeña Historia del mundo, Momentos  emocionantes de la Historia del España y Pequeña historia de los exploradores, todos ellos con ilustraciones de Jvlivs. Ha publicado dos novelas, Tu rostro con la marea (2013,  premio de novela histórica Alfonso X El Sabio ) y Alguien heló tus labios (2016), donde evoca los siglos XVI, XVII y XVIII, de Carlos V a Napoleón. Un relato que mezcla historia y ficción y que salta los muros académicos para responder a las inquietudes de los ciudadanos. Ambas obras de ficción ha tenido una notable aceptación de público y crítica.
Desarrolló una labor divulgativa a través de una prosa elegante, poética, acerada e inteligente. Trató de quitar de la historia de España visiones estereotipadas e interpretaciones agrias y catastrofistas. Colaboró en varios medios nacionales y sus obras destacan por un uso sencillo y literario del lenguaje, logrando explicar la Historia de forma amena y para todos los públicos.
Falleció en la madrugada del 3 de julio de 2022, a los 79 años, cuando llevaba ingresado tres días en la Clínica de la Luz, en Madrid, por una peritonitis.

## Premios
- En 2008 recibió el Premio Nacional de Historia por su obra Historia de España desde el Arte.[8]
- En 2020 se le otorgó el Premio Bravo de Prensa concedido por la Conferencia Episcopal Española. Este galardón reconoce «la labor de aquellos profesionales de la comunicación que se hayan distinguido por el servicio a la dignidad del hombre, los derechos humanos y los valores evangélicos».[9]

- En 2003 se le otorgó la   Medalla de la Orden del Mérito Constitucional. [10]

## Obra
De entre sus obras, destacan:
- Paisajes de la Historia de España (2021)
- Y cuando digo España (2020)
- Los mitos de la historia de España (2020)
- Católicos en tiempos de confusión (2018)
- España entre la rabia y la idea (2018)
- Viaje al corazón de España (2017)
- Breve historia de España (2017)
- Alguien heló tus labios (2016, novela)
- Tu rostro con la marea (2014, novela)
- Momentos  emocionantes de la Historia de España (2014)
- Pequeña historia de los exploradores (2013)
- Pequeña historia del mundo (2013)
- Comparece: España. Una historia a través del Notariado (2012) (En colaboración con Ricardo M. Martín de la Guardia)
- Leer España. La historia literaria de nuestro país (2011)
- Historia de España para dummies (2010)
- Historia ilustrada de España (2009)
- Breve historia de la cultura en España (2008)
- Historia de España desde el Arte (2007)
- Los perdedores de la historia de España (2006)
- Historia de España: de Atapuerca al Estatut (2006)
- El siglo XX: diez episodios decisivos (2004)
- España, 1900. De 1898 a 1923 (2003)
- Fotobiografía de Franco (2000)
- Biografía de España (1998)
- Historia del mundo actual (1996)
- Álbum de la historia de España (1995)
- Breve historia del siglo XX (1994)
- Los pliegues de la tiara. La Iglesia y los Papas del Siglo XX (1991)
- Diccionario de historia del País Vasco (1983)